# WWF WRESTLEMANIA 2000
『WWF WRESTLEMANIA 2000』（ダブルダブルエフレッスルマニアにせん）は、THQより発売されたNINTENDO 64用3D対戦格闘ゲームである。
2000年4月2日にアメリカ合衆国のプロレス団体WWE（当時はWWF)が開催した年間最大の興行およびPPVを題材とした作品となっている。

## 概要
開発は株式会社アキ（現シンソフィア）が担当したNINTENDO 64版とナツメが担当したゲームボーイカラー版がある。

## NINTENDO64版
株式会社アキ（現シンソフィア）が開発を担当し、日本では2000年2月11日にアスミック・エースエンタテインメントから発売。北米・欧州では1999年にTHQから発売されている。
アキのバーチャル・プロレスリングシリーズのエンジンを元に開発されているため操作が行い易いやすくレスラーや繰り出せる技も豊富なのが特徴である。
日本版と海外版が存在するが、日本版は一部が日本語化されているだけでほとんどが英語のままである。
NINTENDO64の振動パックに対応しており、臨場感のあるプレイが可能となっている。

### モードの種類

#### エディット(Edit)
オリジナルレスラーを作成できるモード。バーチャル・プロレスリングシリーズが元になっているので自由度が高いエディットが可能となっている。作成したレスラーは各モードで使用できる。

#### データ(Data)
データを削除したりできる。

### 登場レスラー
■はGB版参戦選手
| ストーン・コールド・スティーブ・オースチン■ | ザ・ロック■           | ビッグ・ショー■                               |
| トリプルH■                                  | マンカインド■         | Xパック■                                      |
| ジ・アンダーテイカー■                       | ロード・ドッグ■       | ケイン■                                       |
| ビリー・ガン■                               | ビッグ・ボスマン■     | ケン・シャムロック■                           |
| ミディオン                                  | テスト                | ヴィセラ                                      |
| クリス・ジェリコ                            | ディーロ・ブラウン    | スティーブ・ブラックマン                      |
| ブラッドショー                              | ボブ・ホーリー        | ファルーク                                    |
| エッジ                                      | アル・スノー■         | クリスチャン                                  |
| ザ・ゴッドファーザー                        | ギャングレル          | バル・ビーナス■                               |
| マット・ハーディー                          | プリンス・アルバート  | ジェフ・ハーディー                            |
| スラッシャー                                | テリー・ラネルズ      | チャイナ                                      |
| スコット "トゥー・ホット" テイラー          | ビンス・マクマホン    | "トゥー・セクシー" ブライアン・クリストファー |
| シェイン・マクマホン                        | マイケル・ヘイズ      | ジェリー・ブリスコ                            |
| ミート                                      | パット・パターソン    | デブラ・マーシャル                            |
| チャズ                                      | ブルー・ミーニー      | ジャクリーン・ムーア                          |
| トーリー                                    | アイボリー            | ジェフ・ジャレット■                           |
| ダレン・ドロズドフ                          | デュード・ラブ        | カクタス・ジャック                            |
| ステファニー・マクマホン                    | ショーン・マイケルズ■ | ジム・ロス                                    |
| ジェリー・ローラー                          | ポール・ベアラー      | マーク・ヘンリー                              |

## 関連ソフト
- シリーズについてはバーチャル・プロレスリングシリーズを参照。